# Rallye Deutschland 2014
Rallye Deutschland 2014 je 9. soutěž Mistrovství světa v rallye 2014. Soutěž má 18. rychlostních zkoušek na asfaltu, které se konají ve dnech 21. - 24. srpna 2014. První rychlostní zkouška odstartuje v pátek v 8:38.

## Průběh soutěže
Soutěž začala 21. srpna 2014 v 9 hodin shakedownem, který dokázal ovládnout Jari-Matti Latvala. Belgický pilot Thierry Neuville měl havárii, ale do první rychlostní zkoušky i přes poškození odstartoval. První rychlostní zkouška odstartovala v 8:43 a bylo od začátku jasné, kdo bude bojovat v Německu o vítězství. Sébastien Ogier se dostal do vedení, ale nejrychlejší finský jezdec na asfaltu Jari-Matti Latvala ztratil pouze 4 desetiny sekundy. Třetí místo obsadil Mads Ostberg a jediný český účastník Martin Prokop vstoupil do soutěže 11. časem. V průběhu etapy se nic zvláštního nedělo, Ogier s Latvalou ujížděli zbytku startovního pole a už to vypadalo, že o vítězství se budou prát právě tito dva jezdci, ale Francouz Sébastien Ogier neudržel svůj Volkswagen na cestě a vyletěl do místních vinic. Jari-Matti Latvala se tak dostal do čela, kde měl půlminutový náskok na Brita Krise Meeeka. Třetí místo držel Španěl Dani Sordo.

Do druhé etapy nejlépe vstoupil Robert Kubica, který dokázal vyhrát sedmou rychlostní zkoušku. Sébastien Ogier do druhé etapy nastoupil v rámci rally2 a měl za úkol stáhnout ztrátu z první etapy, ale opět přehnal v jedné ze zatáček rychlost a na RZ8 havaroval. Zkouška musela byt zrušena a Ogier se už v Německu na trati neukázal. Latvala stále pokračoval v rychlém tempu a na Krise Meeka v cíli etapy najel další půlminutu. Za Latvalou se bojovalo, druhý Kris Meeke a třetí Thierry Neuville měli v cíli etapy mezi sebou pouze 4 sekundy a už to vypadalo, že v závěrečné etapě budou bojovat o druhé místo. Český jezdec Martin Prokop se posunul na 9. místo.
Ráno ve třetí etapě byla konečnou pro druhý tovární Volkswagen Polo R WRC, tentokrát Latvaly, kterému se dostalo auto do smyku, které už následně z vinic nedostal a z prvního místa musel odstoupit a Kris Meeke si tuto dobu jel pro vítězství, ale na následující rychlostní zkoušce Kris Meeke udělal chybu a ulomil kolo, kvůli kterému musel odstoupit a do čela se dostal Belgičan Thierry Neuville s Hyundai i20 WRC. První místo si pohlídal a mohl slavit své první vítězství ve WRC a Hyundai Motorsport mohl oslavit první vítězství a rovnou i double protože na druhém místě skončil Dani Sordo, který startuje s Hyundaí i20 WRC. Závěrečnou powerstage ovládl Brit Elfyn Evans. Martin Prokop skončil na 8. místě.

## Startovní listina
| Top 48 jezdců | Top 48 jezdců                | Top 48 jezdců        | Top 48 jezdců          | Top 48 jezdců         | Top 48 jezdců   |
| St. č.        | Tým                          | Jezdec               | Spolujezdec            | Auto                  | Sk.             |
| ------------- | ---------------------------- | -------------------- | ---------------------- | --------------------- | --------------- |
| 1             | Volkswagen Motorsport        | Sébastien Ogier      | Julien Ingrassia       | Volkswagen Polo R WRC | WRC M           |
| 2             | Volkswagen Motorsport        | Jari-Matti Latvala   | Miikka Anttila         | Volkswagen Polo R WRC | WRC M           |
| 3             | Citroën Total Abu Dhabi WRT  | Kris Meeke           | Paul Nagle             | Citroën DS3 WRC       | WRC M           |
| 4             | Citroën Total Abu Dhabi WRT  | Mads Ostberg         | Jonas Andersson        | Citroën DS3 WRC       | WRC M           |
| 5             | M-Sport World Rally Team     | Mikko Hirvonen       | Jarmo Lehtinen         | Ford Fiesta RS WRC    | WRC M           |
| 6             | M-Sport World Rally Team     | Elfyn Evans          | Daniel Barritt         | Ford Fiesta RS WRC    | WRC M           |
| 7             | Hyundai Motorsport           | Thierry Neuville     | Nicolas Gilsoul        | Hyundai i20 WRC       | WRC M           |
| 8             | Hyundai Motorsport           | Dani Sordo           | Marc Martí             | Hyundai i20 WRC       | WRC M           |
| 9             | Volkswagen Motorsport II     | Andreas Mikkelsen    | Ola Floene             | Volkswagen Polo R WRC | WRC M           |
| 10            | RK M-Sport WRT               | Robert Kubica        | Maciej Szczepaniak     | Ford Fiesta RS WRC    | WRC M           |
| 11            | M-Sport World Rally Team     | Dennis Kuipers       | Robin Buysmans         | Ford Fiesta RS WRC    | WRC             |
| 12            | M-Sport World Rally Team     | Yuriy Protasov       | Pavlo Cherepin         | Ford Fiesta RS WRC    | WRC             |
| 14            | Craig Breen                  | Craig Breen          | Martin Scott           | Ford Fiesta RS WRC    | WRC             |
| 20            | Hyundai Motorsport N         | Bryan Bouffier       | Xavier Panseri         | Hyundai i20 WRC       | WRC M           |
| 21            | Jipocar Czech National Team  | Martin Prokop        | Jan Tománek            | Ford Fiesta RS WRC    | WRC M           |
| 22            | Slovakia WRT                 | Jaroslav Melichárek  | Erik Melichárek        | Ford Fiesta RS WRC    | WRC             |
| 23            | Sam Moffett                  | Sam Moffett          | James O'Reilly         | Ford Fiesta RS WRC    | WRC             |
| 31            | Nasser Al-Attiyah            | Nasser Al-Attiyah    | Giovanni Bernacchini   | Ford Fiesta RRC       | WRC2            |
| 32            | Drive Dmack                  | Ott Tänak            | Raigo Mölder           | Ford Fiesta R5        | WRC2            |
| 33            | Bernardo Sousa               | Bernardo Sousa       | Hugo Magalhaes         | Ford Fiesta S2000     | WRC2            |
| 34            | Top Teams By MY Racing       | Sébastien Chardonnet | Thibault de la Haye    | Citroën DS3 R5        | WRC2            |
| 35            | Pontus Tidemand              | Pontus Tidemand      | Emil Axelsson          | Ford Fiesta R5        | WRC2            |
| 36            | Armin Kremer                 | Armin Kremer         | Klaus Wicha            | Škoda Fabia S2000     | WRC2            |
| 37            | Skydive Dubai Rally Team     | Rashid Al-Ketbi      | Karina Hepperle        | Ford Fiesta R5        | WRC2            |
| 38            | Julien Maurin                | Julien Maurin        | Nicolas Klinger        | Ford Fiesta R5        | WRC2            |
| 49            | Marty McCormack              | Marty McCormack      | Phil Clarke            | Ford Fiesta S2000     | WRC2            |
| 52            | Simone Tempestini            | Simone Tempestini    | Dorin Pulpea           | Citroën DS3 R3T       | WRC3, JWRC      |
| 54            | ADAC Weser-Ems               | Christian Riedemann  | Lara Vanneste          | Citroën DS3 R3T       | WRC3, JWRC      |
| 55            | Quentin Giordano             | Quentin Giordano     | Valentin Sarreaud      | Citroën DS3 R3T       | WRC3, JWRC      |
| 56            | Styllex Slovak National Team | Martin Koči          | Lukáš Kostka           | Citroën DS3 R3T       | WRC3, JWRC      |
| 57            | Stéphane Lefebvre            | Stéphane Lefebvre    | Thomas Dubois          | Citroën DS3 R3T       | WRC3, JWRC      |
| 61            | Federico della Casa          | Federico della Casa  | Domenico Pozzi         | Citroën DS3 R3T       | WRC3, JWRC      |
| 62            | Alastair Fisher              | Alastair Fisher      | Gordon Noble           | Citroën DS3 R3T       | WRC3, JWRC      |
| 63            | Wurmbrand Racing             | Kornél Lukács        | Márk Mesterházi        | Citroën DS3 R3T       | WRC3, JWRC      |
| 67            | Abu Dhabi Racing Team        | Mohamed Al-Mutawaa   | Stephen McAuley        | Citroën DS3 R3T       | WRC3, JWRC      |
| 68            | Eric Camilli                 | Eric Camilli         | Pierre-Marien Leonardi | Citroën DS3 R3T       | WRC3, JWRC      |
| 101           | Estonian Autosport Union     | Sander Pärn          | James Morgan           | Ford Fiesta R2        | Drive Dmack Cup |
| 102           | Tom Cave                     | Tom Cave             | Craig Parry            | Ford Fiesta R2        | Drive Dmack Cup |
| 103           | Auto-Laca Competicion        | Yeray Lemes          | Rogelio Penate         | Ford Fiesta R2        | Drive Dmack Cup |
| 104           | José Antonio Suárez          | José Antonio Suárez  | Borja Rozada           | Ford Fiesta R2        | Drive Dmack Cup |
| 105           | Szymon Kornicki              | Szymon Kornicki      | Przemyslaw Mazur       | Ford Fiesta R2        | Drive Dmack Cup |
| 106           | Max Vatanen                  | Max Vatanen          | Mikko Lukka            | Ford Fiesta R2        | Drive Dmack Cup |
| 107           | Ghislain de Mevius           | Ghislain de Mevius   | Johan Jalet            | Ford Fiesta R2        | Drive Dmack Cup |
| 108           | Marius Aasen                 | Marius Aasen         | Marlene Engan          | Ford Fiesta R2        | Drive Dmack Cup |
| 109           | Nicolas Amiouni              | Nicolas Amiouni      | Joseph Matar           | Ford Fiesta R2        | Drive Dmack Cup |
| 110           | Nil Solans                   | Nil Solans           | Miquel Ibánez Sotos    | Ford Fiesta R2        | Drive Dmack Cup |
| 111           | Leonid Urlichich             | Leonid Urlichich     | Garod Darren           | Ford Fiesta R2        | Drive Dmack Cup |
| 112           | Quentin Gilbert              | Quentin Gilbert      | Renaud Jamoul          | Ford Fiesta R2        | Drive Dmack Cup |

WRC M = týmy, které bodují do celkového pořadí, WRC = týmy, které nebodují do celkového pořadí, WRC2 = vozy pro šampionát WRC2, WRC3 = vozy pro šampionáty WRC3, JWRC = posádky registrované do Junior WRC

## Výsledky

### Celkové výsledky
| Poz. | Jezdec            | Spolujezdec     | Auto                  | Čas       | Rozdíl   |
| ---- | ----------------- | --------------- | --------------------- | --------- | -------- |
| 1.   | Thierry Neuville  | Nicolas Gilsoul | Hyundai i20 WRC       | 3:07:20,2 |          |
| 2.   | Dani Sordo        | Marc Martí      | Hyundai i20 WRC       | 3:08:00,9 | +40,7    |
| 3.   | Andreas Mikkelsen | Ola Floene      | Volkswagen Polo R WRC | 3:08:18,2 | +58,0    |
| 4.   | Elfyn Evans       | Daniel Barritt  | Ford Fiesta RS WRC    | 3:08:23,8 | +1:03,6  |
| 5.   | Mikko Hirvonen    | Jarmo Lehtinen  | Ford Fiesta RS WRC    | 3:08:30,7 | +1:10,5  |
| 6.   | Mads Ostberg      | Jonas Andersson | Citroén DS3 WRC       | 3:08:42,9 | +1:22,7  |
| 7.   | Martin Prokop     | Jan Tománek     | Ford Fiesta RS WRC    | 3:12:13,0 | +4:52,8  |
| 8.   | Dennis Kuipers    | Robin Buysmans  | Ford Fiesta RS WRC    | 3:16:38,3 | +9:18,1  |
| 9.   | Pontus Tidemand   | Emil Axelsson   | Ford Fiesta R5        | 3:18:55,6 | +11:35,4 |
| 10.  | Ott Tänak         | Raigo Mölder    | Ford Fiesta R5        | 3:18:57,4 | +11:37,2 |

### Rychlostní zkoušky
| Den                   | Zkouška | Čas   | Název                    | Délka    | Vítěz                             | Čas     | Avg. spd.  | Vedoucí Rally                     |
| --------------------- | ------- | ----- | ------------------------ | -------- | --------------------------------- | ------- | ---------- | --------------------------------- |
| Shakedown (21. srpna) | RZ0     | 9:00  | Shakedown                | -        | Jari-Matti Latvala Miikka Anttila | 2:20,8  | -          | Nezapočítává se do soutěže        |
| 1. etapa (22. srpna)  | RZ1     | 8:38  | Sauertal 1               | 14,14 km | Sébastien Ogier Julien Ingrassia  | 7:18,9  | 116,0 km/h | Sébastien Ogier Julien Ingrassia  |
| 1. etapa (22. srpna)  | RZ2     | 9:56  | Waxweiler 1              | 16,40 km | Sébastien Ogier Julien Ingrassia  | 9:39,9  | 101,8 km/h | Sébastien Ogier Julien Ingrassia  |
| 1. etapa (22. srpna)  | RZ3     | 11:19 | Moselland 1              | 21,02 km | Jari-Matti Latvala Miikka Anttila | 12:48,1 | 98,5 km/h  | Sébastien Ogier Julien Ingrassia  |
| 1. etapa (22. srpna)  | RZ4     | 14:42 | Sauertal 2               | 14,14 km | Sébastien Ogier Julien Ingrassia  | 7:17,0  | 116,5 km/h | Sébastien Ogier Julien Ingrassia  |
| 1. etapa (22. srpna)  | RZ5     | 16:00 | Waxweiler 2              | 16,40 km | Jari-Matti Latvala Miikka Anttila | 9:41,2  | 101,6 km/h | Sébastien Ogier Julien Ingrassia  |
| 1. etapa (22. srpna)  | RZ6     | 17:23 | Moselland 2              | 21,02 km | Jari-Matti Latvala Miikka Anttila | 12:45,8 | 98,8 km/h  | Jari-Matti Latvala Miikka Anttila |
| 2. etapa (23. srpna)  | RZ7     | 7:38  | Stein & Wein 1           | 17,53 km | Robert Kubica Maciej Szczepaniak  | 10:21,8 | 101,5 km/h | Jari-Matti Latvala Miikka Anttila |
| 2. etapa (23. srpna)  | RZ8     | 8:38  | Peterberg 1              | 11,08 km | RZ Zrušena                        | -       | -          | Jari-Matti Latvala Miikka Anttila |
| 2. etapa (23. srpna)  | RZ9     | 9:51  | Arena Panzerplatte 1     | 3,31 km  | Jari-Matti Latvala Miikka Anttila | 2:01,9  | 89,5 km/h  | Jari-Matti Latvala Miikka Anttila |
| 2. etapa (23. srpna)  | RZ10    | 10:06 | Panzerplatte Lang 1      | 42,23 km | Jari-Matti Latvala Miikka Anttila | 24:40,2 | 102,7 km/h | Jari-Matti Latvala Miikka Anttila |
| 2. etapa (23. srpna)  | RZ11    | 14:31 | Stein & Wein 2           | 17,53 km | Jari-Matti Latvala Miikka Anttila | 9:59,1  | 105,3 km/h | Jari-Matti Latvala Miikka Anttila |
| 2. etapa (23. srpna)  | RZ12    | 15:31 | Peterberg 2              | 11,08 km | Robert Kubica Maciej Szczepaniak  | 5:15,8  | 106,8 km/h | Jari-Matti Latvala Miikka Anttila |
| 2. etapa (23. srpna)  | RZ13    | 16:44 | Arena Panzerplatte 2     | 3,31 km  | Jari-Matti Latvala Miikka Anttila | 2:04,7  | 87,5 km/h  | Jari-Matti Latvala Miikka Anttila |
| 2. etapa (23. srpna)  | RZ14    | 16:59 | Panzerplatte Lang 2      | 42,23 km | Jari-Matti Latvala Miikka Anttila | 24:47,8 | 102,2 km/h | Jari-Matti Latvala Miikka Anttila |
| 3. etapa (24. srpna)  | RZ15    | 7:28  | Dhrontal 1               | 18,03 km | Kris Meeke Paul Nagle             | 11:46,4 | 91,9 km/h  | Kris Meeke Paul Nagle             |
| 3. etapa (24. srpna)  | RZ16    | 8:04  | Grafschaft 1             | 19,27 km | Thierry Neuville Nicolas Gilsoul  | 12:00,3 | 96,3 km/h  | Thierry Neuville Nicolas Gilsoul  |
| 3. etapa (24. srpna)  | RZ17    | 10:55 | Dhrontal 2               | 18,03 km | Mikko Hirvonen Jarmo Lehtinen     | 11:36,4 | 93,2 km/h  | Thierry Neuville Nicolas Gilsoul  |
| 3. etapa (24. srpna)  | RZ18    | 12:08 | Grafschaft 2 Power Stage | 19,27 km | Elfyn Evans Daniel Barritt        | 11:45,7 | 98,3 km/h  | Thierry Neuville Nicolas Gilsoul  |